# セバスチャン・ローブ・レーシング

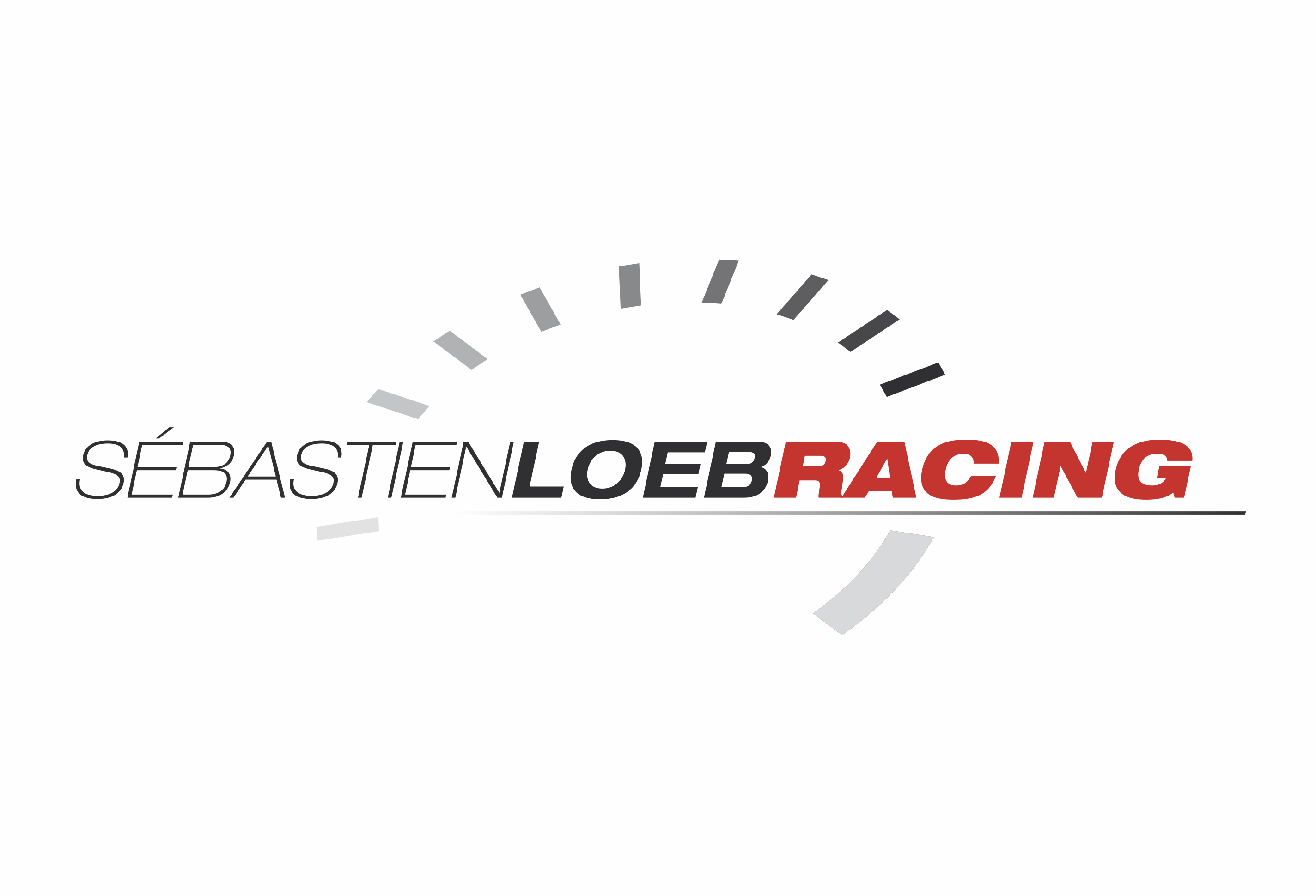
チームロゴ

セバスチャン・ローブ・レーシング（Sébastien Loeb Racing）はフランスのアルザス地方バ＝ラン県ゾウルツ＝ス＝フォレに拠点を置くレーシングチーム。略称は『SLR』。
世界ラリー選手権（WRC）において9連覇を達成したセバスチャン・ローブと、1990年代からのビジネスパートナーであるドミニク・ハインツが共同で設立。その活動の多くはローブのレーサー活動から独立してハインツが行っており、同じカテゴリに参戦していても、ローブは別チームでドライブすることも多い。
色々なカテゴリーのラリー、ラリーレイド、ヒルクライム、ラリークロス、アンドロス・トロフィー、ツーリングカー、グランドツーリングカー、プロトタイプカーなど様々なカテゴリに参戦している。

## 概要

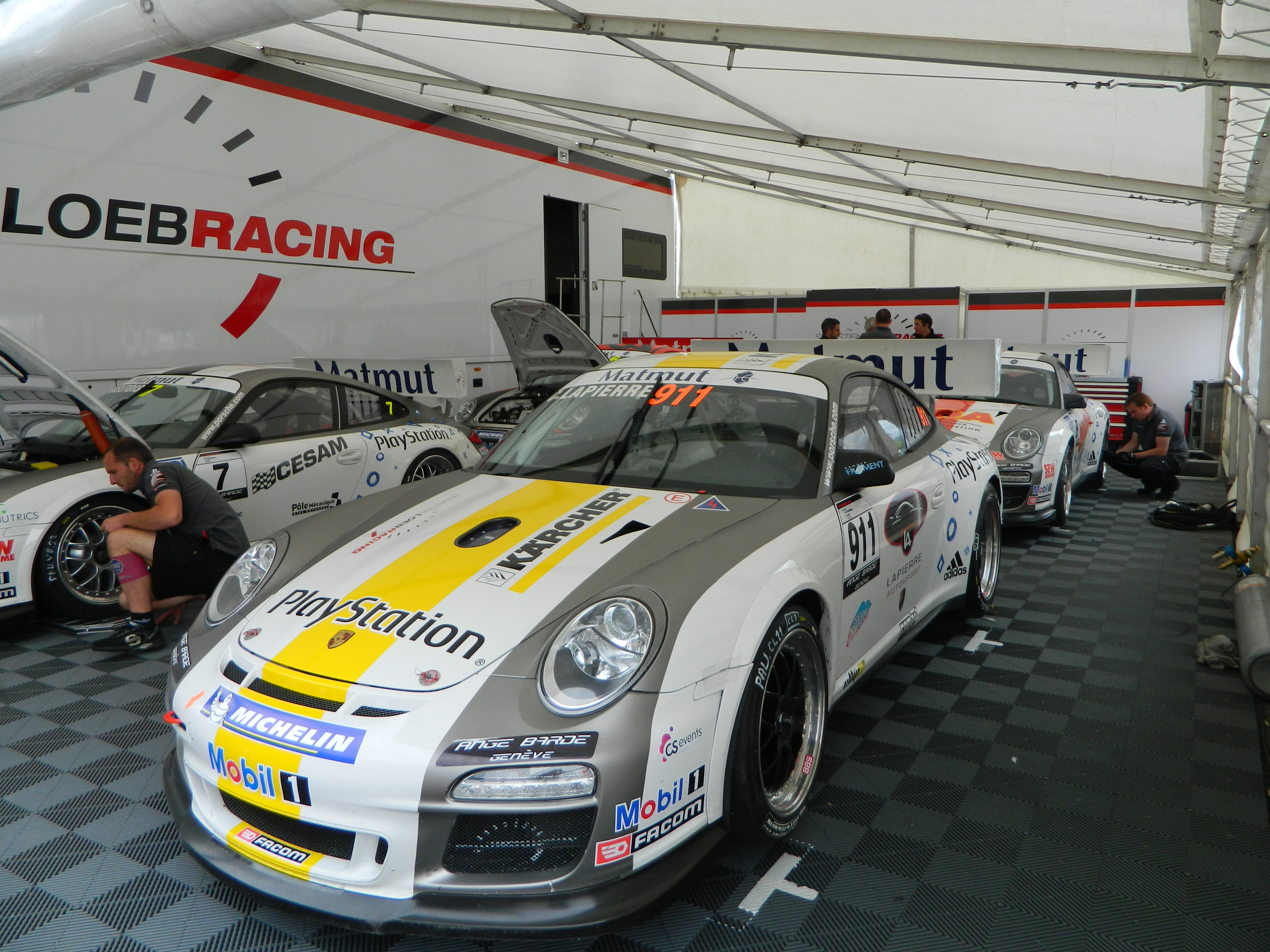
2012年ポルシェ・カレラカップ

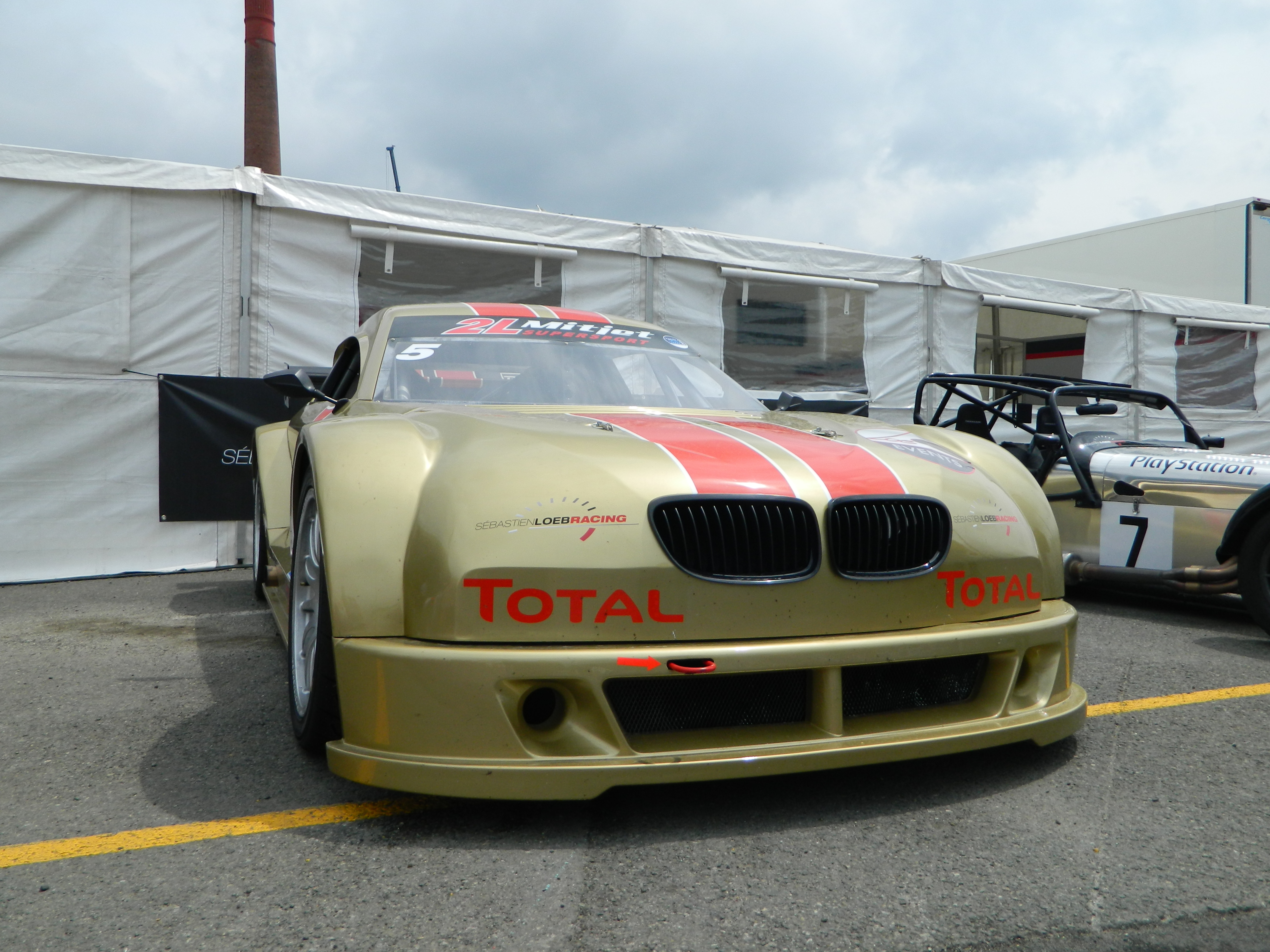
2012年ミトジェット2L

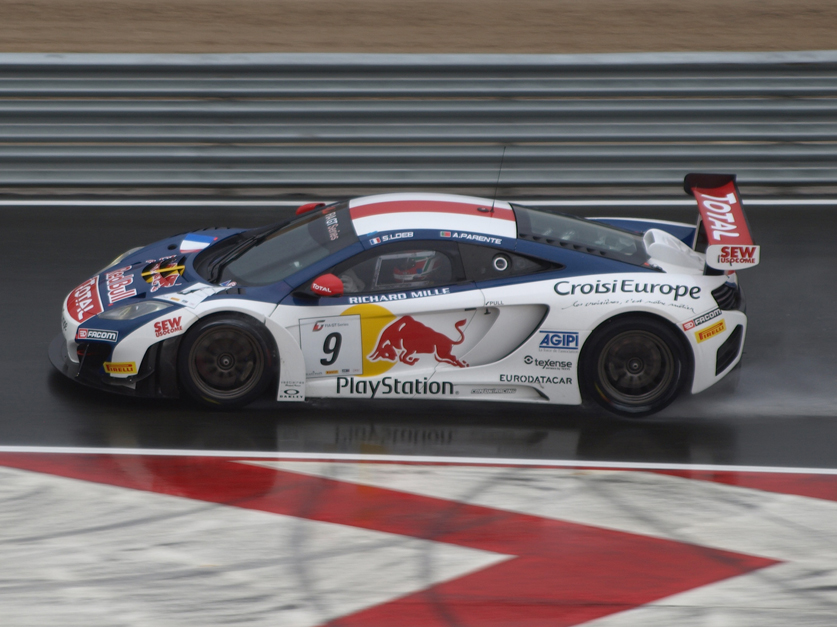
2013年FIA GT選手権

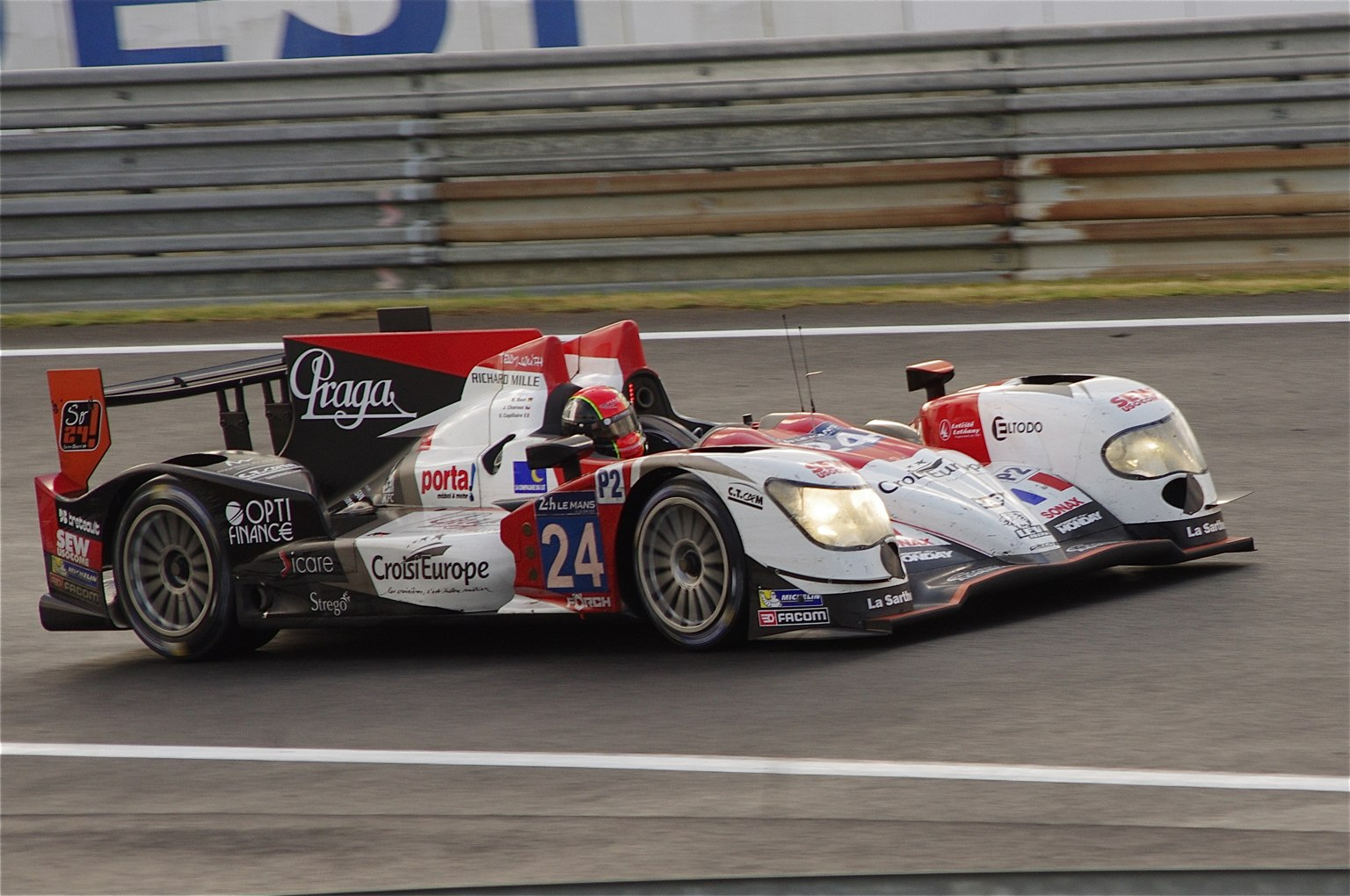
2014年ル・マン24時間

ローブが2011年末にル・マン再参戦を視野に入れて創立。
初期はヨーロピアン・ル・マン・シリーズ (ELMS) LMP2クラスやポルシェ・カレラカップ・フランス、フランスGT選手権、ミットゼット・スーパーツーリズム、FIA GT選手権に参戦。このうちカレラカップでは現在も活動継続している。
この頃SLRに所属した主なドライバーに、ジャン＝カール・ベルネイ（カレラカップ）や、ステファン・サラザン（LMP2）がいる。またローブ自身は同チームで2012年のル・マンのテストデイに参加した他、2013年にFIA GTシリーズ第5戦決勝で優勝を挙げている。決勝では運が味方しなかったものの予選レースでは年間3勝を挙げた。シリーズランキング5位。
2015年にSLRは、ローブ自身も一年早くシトロエンから参戦していたWTCCに、モロッコ人ドライバーのメディ・ベナーニを擁して参戦。マシンはローブと同じシトロエン・C-エリーゼ WTCC。インディペンデントチーム向けのWTCCトロフィーで年間2位の成績を収め、カタールのレース1では総合でも2位表彰台を獲得した。

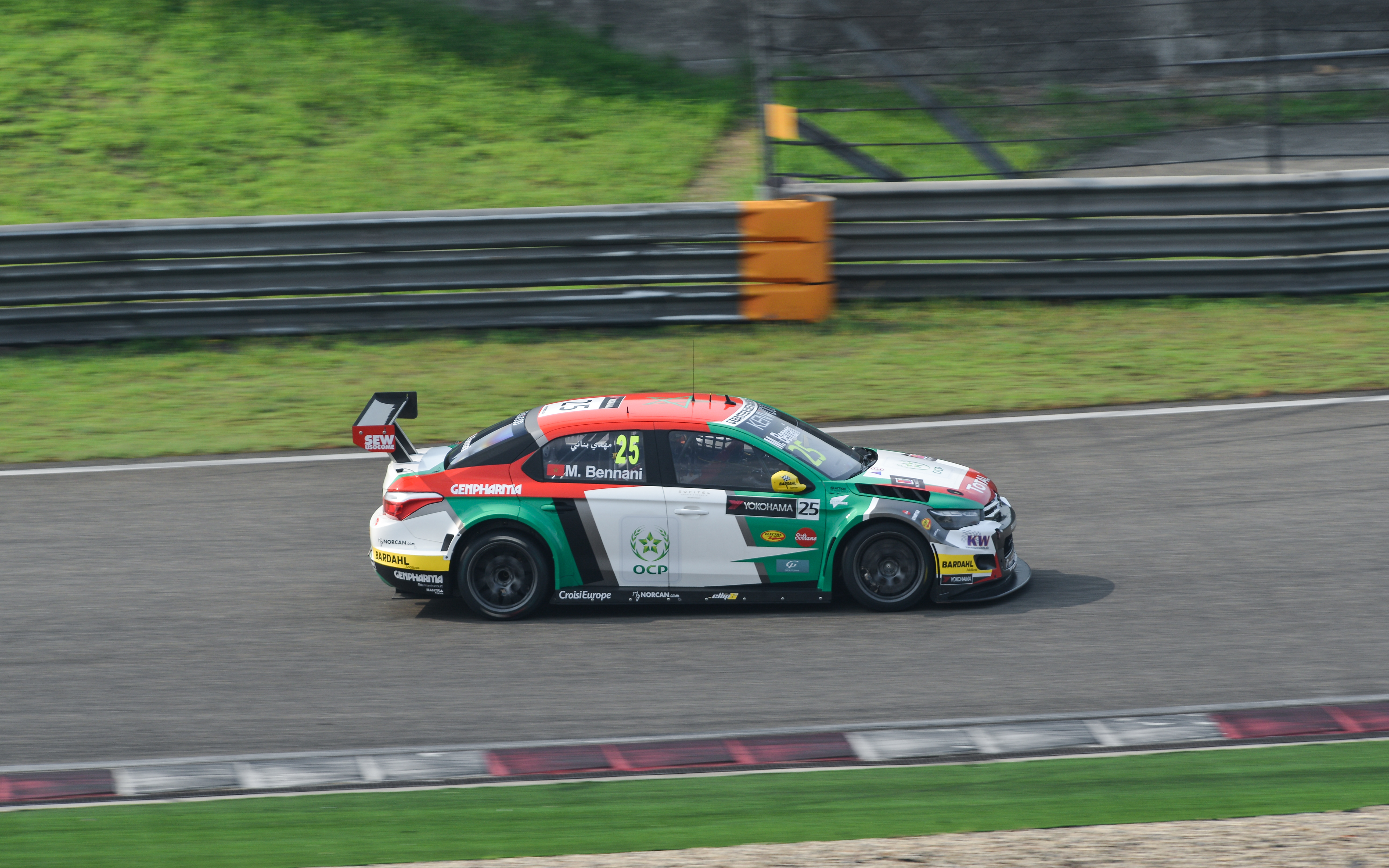
2016年世界ツーリングカー選手権

2016年はベナーニに加えトム・チルトン、グレゴリー・ドゥムースティエの3台体制。マシンの強力さも相俟って、ベナーニがハンガリーとカタール、チルトンがアルゼンチンで総合優勝するなど、ワークスチームを脅かす存在となり、WTCCトロフィーではチーム・ドライバーの二冠を獲得した。またこの年、設立者が栄光を築いたラリーにも初進出し、WRC2やフランス国内ラリーにプジョーで参戦した。
2017年はドゥムースティエの代わりにジョン・フィリッピが加入。ワークスのシトロエンが去った後だが、ホンダとボルボの間に割って入り、チルトンとベナーニが総合優勝3回ずつでトロフィーを連覇した上、チルトンが総合でも年間3位に入った。
WTCCがWTCRに引き継がれた2018年も継続して参戦。マシンはフォルクスワーゲン・ゴルフ GTI TCR、ドライバーはロブ・ハフとベナーニを擁し、第2戦と第9戦のレース2でハフ、第8戦のレース2でベナーニが優勝している。
また同じく2018年、ローブ自身も参戦する世界ラリークロス選手権にSLRも参戦することを表明。プジョー・208RXスーパーカーだが、ベース車両はチーム・ハンセンでローブが駆るワークススペックとは異なり、オレカとオンローク・オートモーティブをパートナーに、独自に共同開発したものとなる。ドライバーはWTCC時代も加入していたドゥムースティエ。しかし年間ランキング最下位に終わっている。同選手権への参戦はこの1年のみだった。
2019年にはEVで争われる氷上レースのアンドロスe-トロフィーではチームズチャンピオン、及びドライバーズチャンピオンも獲得している。またこの年からラリードライバーの育成プログラムを開始し、国内のプジョー・208カップなどに参戦するようになった。
2020年はフォルクスワーゲンの電動化方針により、WTCRへは参戦しなかった。
2021年はTCRヨーロッパでベナーニらとともにヒュンダイ・エラントラ N TCRを4台運用し、初年度でチームズチャンピオンを獲得した。地元のラリー・モンブラン・モルジヌには、ローブとフランソワ・デルクールのプジョー・306 Maxiやアルピーヌ・A110 R-GT、ルノー・クリオRally5など4台をエントリーさせた。
2022年TCRヨーロッパは、WTCCも共に戦ったジョン・フィリッピのみの1台体制に縮小。クプラ・レオン TCRを運用し、イタリア戦レース1で優勝を挙げて年間10位となった。
2023年にはダカール・ラリーにも参戦。過去にヤマハで二輪に参戦していた、クサビエ・ドゥ・ソルトレイを擁してグループT4にポラリスの市販SSVを出走させ、総合10位で完走を果たした。
ラリーシャルルマーニュで、ベンジャミン・スティリングがクラス２位を果たし、クリオトロフィーフランスのアスファルトで選手権でチームズタイトルを獲得した。ベンジャミンは同じくフランスジュニアラリー選手権でもタイトルを獲得した。
2024年、ダカールラリー参戦２年目。クサビエ・ドゥ・ソルトレイがステージ５でベストを取ると、続く４８時間ステージも勝利。SSVクラス総合３位に浮上。１日空いた１４日目は２番手タイムをマーク。SSVクラス総合首位に浮上すると、そのままリードを守り、SSVクラス総合優勝を果たした。クサビエ・ドゥ・ソルトレイはプロローグステージ、４８時間ステージを含めた合計３度でステージ優勝を果たした。ちなみに４８時間ステージはチーム設立者のセバスチャン・ローブも制している。最終日はチームメイトのフローレント・ヴァイサドも今大会初のステージ優勝を果たし、総合１０位にまで順位を上げてラリーを終えた。セバスチャン・ローブも総合３位に入ってることからチームにとって最高レベルのレースになった。